# جان باتيست جيرارد
جان باتيست جيرارد (بالإنجليزية: Jean-Baptiste Girard)‏  (و. 1765 – 1850 م) هو تربوي سويسري، ولد في فريبورغ، توفي في فريبورغ، عن عمر يناهز 85 عاماً.

## جوائز
حصل على جوائز منها:
- وسام جوقة الشرف.